# Astilbe crenatiloba
Astilbe crenatiloba är en stenbräckeväxtart som först beskrevs av Nathaniel Lord Britton, och fick sitt nu gällande namn av John Kunkel Small. Astilbe crenatiloba ingår i släktet astilbar, och familjen stenbräckeväxter. Inga underarter finns listade i Catalogue of Life.